# France Télévisions
France Télévisions ou France TV ou encore  france.tv, est une société nationale publique de programme de télévision française, traitant de la production à la diffusion. Créée le 7 septembre 1992 comme regroupement des deux chaînes publiques nationales, cette structure est remplacée par une société holding, le 1er août 2000 avant de devenir une entreprise commerciale, le 4 janvier 2010.
Premier groupe audiovisuel en France notamment en termes d'audience, l'entreprise regroupe entre autres les chaînes France 2, France 3 et ses antennes de proximité, France 4, France 5, France Info, la plateforme france.tv ainsi que les chaînes d'outremer du réseau La 1re. Le groupe détient également des participations dans plusieurs chaînes thématiques et internationales. France Télévisions exploite un réseau de radio en outre-mer et possède plusieurs plateformes et sites web, dont le service france.tv.

## Histoire du groupe

### Les origines
Le 31 décembre 1974, l'ORTF est démantelé en sept sociétés. Trois sociétés nationales de programmes de télévision autonomes et concurrentes sont créées le 6 janvier 1975 : Télévision française 1 (TF1), Antenne 2 (A2) et France Régions 3 (FR3),. Le 2 janvier 1984, elles participent avec la TSR et la RTBF à la création de la chaîne francophone internationale TV5 Monde. Le 27 février 1986, FR3 participe à la création de La Sept en en devenant actionnaire à 45 %. En avril 1987, TF1 est privatisée avec la vente de la moitié de son capital au groupe de BTP Bouygues.
En 1989, à la suite d'une conversation avec le président-directeur général de TF1 Patrick Le Lay, le ministre de la Culture Jack Lang a l'idée de doter les deux chaînes publiques (Antenne 2 et FR3) d'une présidence commune. Avec sa ministre déléguée à la Communication, Catherine Tasca, il porte ce projet qui doit promouvoir une stratégie commune et assurer la complémentarité des programmes entre les deux chaînes, afin de faire face à la montée en puissance de TF1 et de M6 et au développement des chaînes thématiques. La loi du 2 août 1989 institue une présidence commune, tout en maintenant une séparation juridique des deux chaînes,. Le gouvernement socialiste soutient les candidatures d'Hervé Bourges et de Georges Kiejman, mais le nouveau Conseil supérieur de l'audiovisuel (CSA) veut marquer son territoire et nomme le 10 août 1989 à la surprise générale Philippe Guilhaume au poste de président du groupement. Mais ce dernier démissionne au bout de 14 mois, en décembre 1990, après une série de polémiques et une grève des journalistes,. Il est remplacé par Hervé Bourges le 19 décembre 1990.
Le 7 septembre 1992, Antenne 2 et FR3 changent de nom et deviennent respectivement France 2 et France 3. Elles sont désormais regroupées au sein d'une nouvelle entité dénommée France Télévision (sans « s »), qui n'a cependant pas d'existence juridique,. Cette même année, le groupe lance sa première chaîne thématique, France Supervision, qui diffuse d'abord une sélection d'émissions de France 2 et France 3, puis des événements culturels ou sportifs. Elle a la particularité d'émettre sur le satellite au format D2MAC, une combinaison d'analogique et de numérique, en 16/9 et en stéréo.
Le 1er janvier 1993, France Télévision participe à la création de la chaîne d'information européenne Euronews aux côtés de la Rai et de la RTVE.

### 1993-1996: Jean-Pierre Elkabbach
En décembre 1993, Jean-Pierre Elkabbach est nommé président par le CSA pour un mandat de trois ans. Il décide de concurrencer TF1 sur le terrain de l'audience et se lance dans une coûteuse politique d'embauches d'animateurs-producteurs, avec un slogan « Osons ». Cette décision est illustrée et moquée par les Guignols de l'info présentant ainsi les protagonistes comme des « voleurs de patates ». C'est une réussite puisqu'en 1995, année électorale présidentielle avec l'arrivée de Jacques Chirac au pouvoir, l'audience de France Télévision (43 %) dépasse celle de TF1 (35 %). Mais en novembre 1995, le député Alain Griotteray rend publics les mirobolants contrats des animateurs-producteurs vedettes, comme celui de Jean-Luc Delarue, Nagui ou encore Arthur créant une vive polémique dans le pays. Jean-Pierre Elkabbach doit s'expliquer sur sa gestion de l'argent public devant les salariés, les syndicats, le CSA et les parlementaires,,.
Jean-Pierre Elkabbach est mis aussi sous pression par les syndicats de la société et par le CSA. D'abord candidat à sa réélection, il démissionne finalement tant la pression est forte, à la fin mai 1996.
Jean-Pierre Elkabbach lance par ailleurs une politique visant à des programmes permettant de rajeunir les cibles publicitaires de France Télévisions, en exigeant que la régie publicitaire soit plus entreprenante, pour que sa part de marché progresse de 1994 à 1997. Le recours à de grandes notoriétés vise à obtenir plus d'émissions parmi les plus regardées, afin que les spots soient vendus à un prix élevé.

### 1996-1999: Xavier Gouyou-Beauchamps
Le 2 juin 1996, le CSA nomme Xavier Gouyou-Beauchamps, directeur général de France 3, au poste de président de France Télévision.
Le 24 juin 1996, la chaîne Festival, dédiée à la fiction, est lancée. Elle est détenue par France 2 (28 %), France 3 (28 %), le britannique Carlton Communications (28 %), La Sept-Arte (11 %) et l'américano-néerlandais Regency Monarchy (5 %). Le 16 décembre, le bouquet numérique de télévision par satellite TPS est lancé pour concurrencer Canalsatellite. Il est détenu à parts égales, c'est-à dire à 25 %, par TF1, M6, Suez-Lyonnaise des eaux et France Télévision Entreprises (France Télévision 34 % - France Télécom 66 %),.
En juillet 1997, la chaîne Histoire est lancée. Elle est détenue par un groupement public à 60 % (France Télévision 25 %, La Sept-Arte 25 %, INA 10 %), ainsi que par Finances et Communication (20 %), France Télécom (10 %) et Lyonnaise Communication (10 %).
Le 21 mars 1998, la chaîne thématique Mezzo remplace France Supervision. Cette nouvelle chaîne, consacrée à la musique, la danse et l'opéra, est détenue par France Télécom (50 %), France 2 (40 %), Arte (5 %) et La Cinquième (5 %). Le 11 mai, la chaîne thématique Régions, consacrée à la découverte et à l'information des régions, est lancée sur le satellite,
En 1998, les 2 400 salariés du groupe, jusqu'ici répartis sur 17 sites dans Paris, déménagent pour s'installer dans le nouveau siège de France Télévision situé le long de la Seine, dans le 15e arrondissement de Paris. Le projet est issu de la volonté d'Hervé Bourges en 1992 et le choix de son emplacement a été décidé par le Premier ministre Édouard Balladur en juillet 1994. Conçu par l'architecte Jean-Paul Viguier, le bâtiment de 100 000 m2, dont 56 000 m2 de bureaux et de studios, a été construit de 1995 à 1998. Le coût total de l'opération est de 3 milliards de francs (soit plus de 457 millions d'euros),.
En 1998, la ministre de la Culture Catherine Trautmann lance un projet de réforme de l'audiovisuel public. Ce projet prévoit notamment la création d'une holding regroupant les sociétés France 2, France 3, La Cinquième, La Sept-Arte et RFO pour faire face aux groupes privés.

### 1999-2005: Marc Tessier
Le 28 mai 1999, Marc Tessier, président du CNC, est nommé à la présidence de France Télévision par le CSA.
La loi du 1er août 2000 crée la holding France Télévisions (avec un « s » cette fois) rassemblant les chaînes France 2, France 3 et La Cinquième. Le président du groupe est nommé par le Conseil supérieur de l'audiovisuel (CSA) et son mandat est porté à cinq ans contre trois auparavant. Dans le même temps, le temps de publicité sur les chaînes publiques est réduit de 12 à 8 minutes par heure,. Marc Tessier, déjà le président commun de France 2 et France 3, est nommé à la présidence du nouveau groupe.
En septembre 2001, la chaîne gastronomique du chef cuisinier Joël Robuchon, Gourmet TV, détenue à 40 % par France Télévisions Entreprises (France Télévisions et France Télécom), est lancée. Le 20 décembre, France Télévisions signe son premier Contrat d'Objectifs et de Moyens (COM) avec l'État pour la période 2001-2005.
Le 7 janvier 2002, le groupe dévoile sa nouvelle identité graphique devant lui donner plus d'homogénéité. France Télévisions est désormais stylisé « francetélévisions » et La Cinquième devient France 5. Chaque chaîne se voit attribuer une couleur : rouge pour France 2, bleu pour France 3 et vert pour France 5. Ce nouvel habillage est conçu par l'agence Gédéon Communications pour un coût de 2,29 millions d'euros,,. Ce même mois, France Télévisions Entreprises (France Télévisions 34 % - France Télécom 66 %) vend sa participation dans TPS au groupe TF1 pour un montant de 195 millions d'euros, répartis en 128,7 millions d'euros pour France Télécom et 66,3 millions d'euros pour France Télévisions. Le 1er novembre 2002, la chaîne thématique Planète Thalassa commence à émettre à la suite d'un accord entre MultiThématiques (Groupe Canal+) et France Télévisions. Dédiée au monde maritime, la grille de la chaîne s'articule autour des émissions emblématiques Thalassa et Faut pas rêver.
En avril 2002, le gouvernement utilise le droit de priorité du service public pour demander des canaux sur la future télévision numérique terrestre française pour ses chaînes de télévision France 2, France 3, France 5, Arte et La Chaîne parlementaire. Il réserve également trois canaux supplémentaires pour des services de télévision numérique régionale édités par France 3, ainsi que deux sociétés provisoirement dénommées « La Chaîne de rediffusion » et « La Chaîne d'information continue ». Mais en décembre 2003, le nouveau gouvernement renonce à deux de ces canaux et attribue le dernier à la chaîne Festival.
Le 2 février 2003, la chaîne thématique Régions, détenue à 50 % par France Télévisions, à 40 % par Wanadoo (France Télécom) et à 10 % par Dexia, cesse d'émettre faute d'audience. En juillet, le capital de l'agence de coopération Canal France International (CFI) est racheté par France Télévisions (75 %) et Arte France (25 %). Le 5 novembre, la chaîne thématique Ma Planète est lancée à destination des enfants. Elle est le fruit d'une nouvelle collaboration entre MultiThématiques (Groupe Canal+) et France Télévisions.
À la suite de la loi du 9 juillet 2004, la société de programme Réseau France Outre-mer (RFO) est intégrée au groupe France Télévisions. Le 25 février 2005, la chaîne RFO Sat est renommée France Ô, dans le même esprit que les autres chaînes du groupe,,. Le 31 mars 2005, la télévision numérique terrestre (TNT) est lancée en France. Ce même jour, la chaîne France 4 succède à Festival.

### 2005-2010: Patrick de Carolis

#### État des lieux et projet de réforme interne
Le 22 août 2005, Patrick de Carolis, présentateur-producteur Des racines et des ailes, devient président de France Télévisions pour un mandat de cinq ans. Il a été nommé par le CSA le 6 juillet 2005.
Le 18 novembre 2005, la chaîne Gulli, propriété de Lagardère Active (66 %) et France Télévisions (34 %), est lancée sur la TNT,. Le 30 novembre, France Télévisions constitue à parité avec le groupe TF1 la société de la future chaîne française d'information internationale en continu. Ce partenariat décidé en décembre 2004 fait suite à la volonté du président de la République Jacques Chirac en 2002 de donner à la France une voix à l'étranger. La chaîne d'information, finalement intitulée France 24, commence à émettre le 6 décembre 2006 en streaming sur Internet puis dès le lendemain sur les autres réseaux.
Le 25 janvier 2006, la présidence de France Télévisions publie un état des lieux sévère sur la situation du groupe, réalisé entre septembre et décembre 2005. Ce rapport souligne plusieurs points préoccupants : la baisse continuelle des audiences du groupe, l'absence de gain de productivité dans les ressources humaines, la situation financière très dégradée de RFO, la stratégie de programmation de France 3, la mauvaise gestion éditoriale des stocks de programmes, la hausse du coût des contrats des animateurs-producteurs, le déséquilibre économique structurel de la filière de production et le manque de synergie entre les rédactions. Il souligne aussi les points positifs : la situation économique et financière saine du groupe et l'efficacité du plan de réduction des coûts (Synergia). Le rapport est contesté par l'ancien PDG Marc Tessier et par les syndicats du groupe (SNRT-CGT, SNJ-CGT),.
L'année 2006 est aussi marquée par des tensions sur le front de l'information, « quand ont été supprimés » des numéros de Pièces à conviction, une émission de journalisme d'investigation ayant enquêté sur les lobbies pharmaceutiques, « vendeurs de maladies », l’évasion fiscale et les industriels de la malbouffe.
En septembre 2006, le groupe lance France Télévisions VOD, son site internet de vidéo à la demande. En décembre, il ouvre le Club France Télévisions, qui permet de gagner des invitations pour assister à des événements sportifs ou culturels et découvrir les coulisses des émissions.
Le 5 février 2007, le groupe lance la Fondation France Télévisions, la première fondation d'entreprise d'un groupe audiovisuel français. Le 27 octobre, France Télévisions et le groupe Canal+ lancent la chaîne Planète Justice consacrée au système judiciaire. Cette même année, le groupe signe son deuxième Contrat d'Objectifs et de Moyens (COM) pour la période 2007-2010.
En décembre 2007, Patrick de Carolis annonce pour l'année à venir un plan de réforme dont l'objectif est de « moderniser et harmoniser » le groupe public et de faire des économies de « quelques dizaines de millions d'euros ». Il lance huit chantiers, dont la création d'un statut unique pour l'ensemble des chaînes jusqu'alors juridiquement indépendantes, la mutualisation des moyens de production de l'information, la création d'une direction commune pour les unités jeunesse, acquisition et études et la prise de mesures concernant les directions financières, ressources humaines, technique et informatique. Face aux inquiétudes des salariés, le PDG répond qu'il n'y aura pas de « vaste plan social ».

#### Réforme de Nicolas Sarkozy
Le 8 janvier 2008, le président de la République Nicolas Sarkozy annonce lors d'une conférence de presse une « véritable révolution culturelle dans le service public de la télévision » avec la possible suppression totale de la publicité sur les chaînes publiques. Le manque à gagner serait financé par une taxe accrue sur les recettes publicitaires des chaînes privées et une taxe infinitésimale sur le chiffre d'affaires de nouveaux moyens de communication comme la téléphonie mobile et l'accès à Internet. L'annonce est une surprise pour tout le milieu audiovisuel et un choc pour la direction de France Télévisions, où les 300 salariés de France télévisions publicité sont inquiets pour leur avenir,. Une commission présidée par Jean-François Copé, président du groupe UMP à l'Assemblée nationale, est mandatée pour revoir de fond en comble les missions de France Télévisions.

Logos des chaînes de France Télévisions du 7 avril 2008 au 28 janvier 2018.

Le 7 avril 2008, France Télévisions adopte une nouvelle identité graphique, avec de nouveaux logos de chaînes désormais en 3D. Le logo du groupe arbore les cinq couleurs de ses cinq chaînes : rouge pour France 2, bleu pour France 3, violet pour France 4, vert pour France 5 et orange pour France Ô. De plus, l'habillage est modernisé pour accompagner le basculement de France 2 et France 5 au format 16/9,. France 4 adopte à son tour ce format le 3 juillet.
Le 25 juin 2008, à la suite de la remise du rapport de la commission Copé, Nicolas Sarkozy confirme sa volonté de supprimer la publicité des chaînes publiques entre 20 heures et 6 heures à partir du 1er janvier 2009. Le manque à gagner évalué à 450 millions d'euros est financé par une taxe de 3 % sur les recettes publicitaires des chaînes privées et une autre de 0,9 % sur le chiffre d'affaires des opérateurs de téléphonie et d'internet (taxe télécoms). Il annonce également que le président de France Télévisions n'est plus nommé par le CSA, mais par l'exécutif, c'est-à-dire par le chef de l'État lui-même. Cette dernière décision déclenche une nouvelle polémique, les politiques de l'opposition parlant d'une « mise sous contrôle de la télévision »,,.
Le 1er juillet 2008, la société de journalistes de France 2 et celle de la rédaction nationale de France 3 publient une tribune dans Libération intitulée « Ni pub mais soumise ». Ils jugent que la nomination du président de France Télévisions par l'exécutif est un « dangereux retour en arrière » du temps de l'ORTF et porte atteinte à leur indépendance et à leur crédibilité. Concernant le financement de la suppression de la publicité, ils dénoncent un « projet de financement bâti sur du sable ». Le lendemain sur RTL, le PDG Patrick de Carolis estime sur ce point que « le compte n'y est pas » et ajoute que ses chaînes n'acceptent pas d'émission imposée de l'extérieur.
Le 5 janvier 2009, alors que la loi n'est pas encore votée, la publicité est supprimée du service public entre 20 h et 6 h du matin. Les programmes de première partie de soirée débutent désormais à 20 h 35 au lieu de 20 h 50 auparavant,,. Le 22 janvier, le groupe lance son site Internet mobile à destination des smartphones, comprenant un guide des programmes, des informations et un service de messagerie pour interagir avec les émissions[réf. nécessaire]. Le 22 mars, la chaîne ludo-éducative Planète Juniors, détenue par France Télévisions et MultiThématiques (groupe Canal+), cesse d'émettre. Elle est née le 4 septembre 2007 de la fusion de Ma Planète (France Télévisions et MultiThématiques) et Eurêka ! (TPS).
En 2009, la nouvelle holding Audiovisuel extérieur de la France (AEF), créée en avril 2008, rachète au groupe TF1 et à France Télévisions leur participation dans la chaîne d'information France 24 pour un montant de 2 millions d'euros chacun. France Télévisions s'engage à fournir des programmes d'actualité pendant 7 ans pour un montant d'un million d'euros par an. L'année précédente, France Télévisions a déjà dû céder une grande partie de ses parts dans TV5 Monde à l'AEF pour ne conserver que 12,58 %.
Le 4 janvier 2010, à la suite de la loi du 5 mars 2009, France Télévisions devient une entreprise commune, société nationale de programme, en fusionnant la quarantaine de sociétés, lesquelles forment jusqu'alors une société holding. Le cahier des charges du groupe fixe la nouvelle ambition éditoriale du service public de la télévision, libéré de la pression de l'audience grâce à la suppression de la publicité,.
Le 28 janvier 2010, la Commission européenne ouvre une procédure officielle d'infraction contre la France, estimant que la taxe imposée au secteur des télécoms (taxe télécoms) pour financer l'audiovisuel public est « une charge administrative incompatible avec le droit européen ». France Télévisions lance son portail sportif Francetv sport en juin et son service de télévision de rattrapage Pluzz en juillet.

### 2010-2015: ère Rémy Pflimlin
Le 23 août 2010, Rémy Pflimlin, directeur général de Presstalis, prend ses fonctions de président de France Télévisions. Il est le premier président nommé par le chef d'État.
Rémy Pflimlin commence par réorganiser l'organigramme du groupe France Télévisions en recréant des postes de directeurs pour chaque chaîne, afin de garantir leur indépendance du groupe France Télévisions. De plus, il supprime le poste de numéro deux du groupe occupé par Patrice Duhamel et remplace Arlette Chabot par Thierry Thuillier à la direction de l'information.
Ces deux départs sont vus comme l'œuvre de Nicolas Sarkozy, en froid avec Duhamel et Chabot. Les chantiers de Pflimlin sont de rajeunir l'audience du groupe, développer son offre numérique et de mettre plus de diversité dans les programmes,.
Le 9 septembre 2010, deux sénateurs déposent une proposition de loi repoussant au 1er janvier 2015 la suppression de la publicité en journée sur les chaînes publiques, prévue pour novembre 2011. Le même jour, les sociétés La Financière Lov et Publicis Groupe renoncent à acheter une partie de France télévisions publicité, considérant que le maintien de la publicité va rendre sans effet ce projet de privatisation. En février, les sociétés entrent en négociations exclusives avec France Télévisions pour lui acheter 70 % du capital de la régie publicitaire pour un montant de 2,6 millions d'euros,,.
Le 30 septembre 2010, la Commission européenne somme la France d'abolir la taxe télécoms instaurée par la loi 5 mars 2009, devant compenser la perte financière de France Télévisions avec la suppression de la publicité sur ses chaînes. Elle estime que la taxe est « incompatible avec le droit européen ». C'est une perte de 400 millions d'euros par an pour le groupe public. Le 30 novembre, la TNT arrive en outre-mer. Pour l'occasion, Réseau France Outre-mer (RFO) change de nom pour devenir Outre-mer 1re, constitué de 9 chaînes télévisées, de 9 radios associées en plus d'une webradio nationale et de 9 sites internet,.
En août 2011, le département France Télévisions Nouvelles écritures est créé. Il cherche de nouvelles expériences narratives propres aux médias numériques ou les mariant avec la télévision,. Le 5 septembre, les chaînes de France Télévisions changent d'habillage,. Le 14 novembre, le portail d'information Francetv info est lancé. Le 30 novembre, la France abandonne définitivement la télévision analogique pour le numérique. Ce même mois, France Télévisions signe son troisième Contrat d'Objectifs et de Moyens (COM) pour la période 2011-2015. En juillet 2012, le service de télévision de rattrapage Pluzz est renommé Francetv pluzz et propose de nouvelles fonctions.
Le 11 septembre 2012, Rémy Pflimlin dévoile aux salariés son plan d'économies de près de 200 millions d'euros pour combler le manque à gagner. Cela pourrait se traduire par un plan social de plus de 500 départs. Le directeur de l'information, Thierry Thuillier, annonce également l'unification des rédactions de France 2, France 3 national et Francetv info à l'horizon 2015,.
En juillet 2013, France Médias Monde, la société nationale de programmes gérant l'audiovisuel extérieur, cède 36,42 % de ses parts de TV5 Monde à France Télévisions pour un montant de 446 000 euros. France Télévisions monte ainsi sa participation dans la chaîne francophone à 49 %, retrouvant la situation antérieure à la création de France Médias Monde en 2008. Cette même année, la plateforme numérique culturelle Culturebox est mise en ligne.
Le 19 mars 2014, France Télévisions se voit attribuer le label « Diversité » par AFNOR Certification,. Le 21 mars, l'offre Francetv info est lancée sur les télévisions connectées et les box. En 2015, Francetv éducation, la première offre audiovisuelle éducative gratuite en France, est lancée le 2 avril et Francetv zoom, une application proposant des vidéos sélectionnées parmi les chaînes du groupe, sort le 2 juin.
À partir du 29 janvier 2015, France Télévisions est perturbée par des grèves quotidiennes des principaux syndicats. Ces derniers demandent l'abandon du projet d'unification des rédactions et l'arrêt de la sous-traitance de plusieurs émissions. Ils dénoncent le manque de dialogue avec les dirigeants, qui doivent être remplacés quelques mois plus tard après la nomination d'un nouveau président. En février, les médias publient un rapport accablant sur les conditions de travail au sein du groupe, commandé par la direction et trois syndicats à la suite de deux suicides d'employés en 2013. Ce rapport souligne plusieurs points problématiques : un sentiment d'être mal-aimé de son actionnaire (l'État), une non-adhésion au projet d'entreprise unique (les tensions entre chaînes sont toujours présentes), une absence de véritable politique managériale (aucune vision à long terme), un manque de communication et d'accompagnement de la part des ressources humaines, une évolution des métiers entrainant la disparition de certains, des violences verbales et une dégradation du climat de travail avec une démotivation et une individualisation des salariés.
Au cours de son mandat, le président des chaînes publiques se brouille avec des vedettes du petit écran qui ont contribué à la forte audience des chaînes du groupe parmi lesquelles l'animateur Nagui, pour des raisons que ce dernier a déclaré ignorer. Il lui lance même « heureusement que vous n'êtes pas salariés, sinon je vous aurai déjà viré depuis longtemps ».

### Depuis 2015: ère Delphine Ernotte

#### Nomination
Le 22 août 2015, Delphine Ernotte, directrice générale adjointe d'Orange France, devient la nouvelle présidente de France Télévisions. Elle a été nommée le 23 avril par le CSA, ayant récupéré la mission de nommer les présidents des sociétés nationales de programme avec la loi du 15 novembre 2013,. Cette nomination déclenche une polémique sur le manque de transparence de la procédure, notamment avec l'autorisation des candidatures secrètes. Le recalage de candidats sérieux sans les avoir auditionnés face à l'inexpérience de Delphine Ernotte dans l'audiovisuel laisse penser à des manœuvres en coulisse. Le candidat Didier Quillot porte plainte contre le CSA pour « abus d’autorité » tandis que la CGC et la CFDT déposent des recours en annulation devant le Conseil d'État,. Finalement, ce dernier valide la nomination de Delphine Ernotte, considérant que « les atteintes alléguées à l'impartialité de la procédure n'étaient pas démontrées ».

#### Création d'une chaîne d'information publique en continu
Le premier grand projet de la nouvelle présidente est la création d'une chaîne d'information publique en continu, s'appuyant sur les moyens de France Télévisions, Radio France, France Médias Monde et l'Institut national de l'audiovisuel. La chaîne, dont le choix du nom est bien difficile, est lancée le 1er septembre 2016 sur le canal 27 de la TNT. Son nom, France Info (stylisé « franceinfo: ») et son logo sont dévoilés le 11 juillet 2016.
En octobre 2015, France Télévisions revend une partie de ses parts dans la chaîne euronews, dont elle est l'un des fondateurs, pour un montant de 1,5 million d'euros. Elle conserve 10,73 % du capital de la chaîne européenne. Le 31 décembre, la chaîne Planète+ Thalassa, détenue par France Télévisions (34 %) et le groupe Canal+ (66 %), s'arrête.
Le 7 décembre 2015, Michel Field est nommé directeur de l'information à la surprise générale. S'il est plutôt bien reçu à son arrivée, des maladresses vont écorner son image auprès des journalistes du groupe. En moins de quatre mois, il se met à dos les trois sociétés de journalistes, notamment à propos de plusieurs dossiers : le nom de la future chaîne d'information avec Radio France, la fusion des rédactions, la refonte des émissions politiques en faisant appel à l'extérieur et la réorganisation du « jeudi de l'info ». Le 19 avril 2016, les journalistes votent à plus de 65 % en faveur d'une motion de défiance à son égard. Mais la présidente Delphine Ernotte lui renouvelle sa confiance.
Le 24 août 2016 le site internet de la nouvelle offre d’info publique, baptisée « France Info », remplace FranceTVInfo, le site d’information de France Télévisions lancé en 2011. C’est la première étape visible de la naissance de la nouvelle offre d’information du service public.

#### Rapport de la Cour des comptes
En octobre 2016, la Cour des comptes publie un rapport sur le groupe audiovisuel public « France Télévisions : mieux gérer l’entreprise, accélérer les réformes ». La Cour couvre la période de 2009-2015 et est passablement critique vis-à-vis de la gestion de l'entreprise. Elle met en avant la perte d'audience globale entre 2008 et 2015 (-5,5 points), le déficit d'exploitation élevé (plus de 30 millions de pertes), le retard dans le numérique, le « risque sérieux de dérapage financier » que représente la nouvelle chaîne d'info, des fonctions en sureffectifs qui n'ont pas été réduites significativement. Alors même que la Cour des comptes publie son rapport critiquant la politique « insuffisamment rigoureuse » de gestion du groupe, une enquête menée par BFM Business affirme que la nouvelle directrice touche un salaire qualifié d'« exorbitant » par Le Figaro, constitué d'un fixe de 322 000 euros brut par an, avec un bonus variable pouvant aller jusqu'à 78 000 euros, soit un total de 400 000 euros bruts par an. Cette rémunération serait identique à celle de son prédécesseur, Rémy Pflimlin. La Cour des comptes pointe également du doigt la hausse entre 2009 et 2013 de près de 57 % du nombre de salariés gagnant plus de 70 000 € par an.

#### Réforme de France 3
Le 15 décembre 2016, France Télévisions entame une importante réforme de France 3. L'objectif fixé par la direction est de doubler le temps d'antenne consacrés aux programmes régionaux. En parallèle le réseau de France 3 est redécoupé pour calquer les régions issues du redécoupage de 2015. La nouvelle structure compte 12 directions régionales plus une direction territoriale en Corse et devrait bénéficier de davantage d'autonomie notamment en ce qui concerne la production d'émissions politiques ou de documentaires, mais ce dernier point est contesté.
En revanche, pas de modification du point de vue des rédactions régionales qui restent au nombre de 24. La grande nouveauté réside dans la possibilité pour les stations régionales de « décrocher » de l'antenne nationale en première partie de soirée, en clair une antenne régionale pourra diffuser un contenu produit en région en lieu et place du programme national. La réforme devrait se faire à budget constant,.
Le 9 mai 2017 est lancé france·tv, nouvelle plateforme remplaçant le service de télévision de rattrapage FranceTVPluzz ainsi que tous les sites internet des chaînes.
Le 29 janvier 2018, le groupe change l'identité graphique des chaînes du groupe, basés désormais sur le point introduit par le lancement de la plateforme france·tv.

Logos des chaînes de France Télévisions depuis le 29 janvier 2018.

En 2018, la ministre de la Culture Françoise Nyssen dévoile ses propositions de réforme de l'audiovisuel public. Parmi les grands axes, on retrouve notamment la suppression des chaînes France 4 et France Ô. En début d'année 2020, on apprend que l'arrêt des deux chaînes publiques est fixé au 9 août 2020.
France Télévisions s'associe avec TF1 et M6 pour le lancement d'une plateforme en ligne et sur abonnement nommée Salto pour concurrencer Molotov TV et les plateformes internationales (Netflix, Amazon, Disney+). Mi-août 2019, l’Autorité de la Concurrence autorise cette initiative commune sous certaines conditions pour éviter tout abus de position dominante validée par la suite par le CSA. La plateforme consiste à créer un service audiovisuel en ligne, laquelle distribue notamment les offres de direct et de rattrapage des chaînes de la TNT en clair éditées par les parties, tout service de télévision et/ou SMAD d’éditeurs tiers et édite une offre de vidéo à la demande par abonnement (VàDA).
Fin 2019, France Télévisions présente un budget en équilibre pour 2020 pour la cinquième année consécutive,.

#### Candidature à sa propre succession
Début janvier 2020, Delphine Ernotte annonce être candidate à sa propre succession,,.
L'épidémie de Covid-19 bouleverse les programmes des chaînes, France 4 se tournant vers la diffusion de cours pour faire face à la fermeture des écoles, des collèges et des lycées.
En juillet 2020, Jean-Paul Philippot, administrateur général de la RTBF depuis janvier 2002, se porte candidat pour succéder à Delphine Ernotte. Le CSA français décide de renouveler le mandat de cette dernière,,.
Le 4 août 2020, le ministère de Culture annonce dans un communiqué l'arrêt de la chaîne France Ô à compter du 23 août 2020, soit deux semaines après l'échéance initiale. Le 24 août 2020 à 0 h 49, France Ô cesse de diffuser ses programmes. Une boucle diffusant de la musique et des bandes-annonces du groupe, est diffusé jusqu'au 2 septembre 2020, date à laquelle la chaîne cesse définitivement d'émettre,,. Quant à France 4, dont la fermeture est prévue en même temps que France Ô, la chaîne a réussi à démontrer son importance sur le plan éducatif pendant la période de confinement liée à la pandémie de Covid-19[réf. nécessaire] et obtient dès lors, un an de sursis avant d'être finalement pérennisée à la suite d'une annonce du président de la République Emmanuel Macron le 18 mai 2021 via Twitter.
En octobre 2020, France Télévisions décide de passer un film par soir pendant le couvre-feu.

#### Accusations de partialité
Sur fond de concentration des médias aux mains de milliardaires soucieux de peser sur l'élection des trois derniers présidents de la République, afin accroître leur influence, accusée de « fausser le jeu démocratique » et « qui va crescendo à l’approche de la présidentielle », France Télévisions n'est pas non plus épargnée par les accusations de partialité, qui s'ajoutent à celles de 2015,.
Delphine Ernotte est accusée d'avoir supprimé le 27 janvier 2021 l'émission Pièces à conviction, diffusée depuis le 26 octobre 2000,,,. Un livre-enquête de Jean-Baptiste Rivoire, l'ex-rédacteur en chef adjoint des magazines d'investigation de Canal+, publié en janvier 2022, dénonce les pressions d'Emmanuel Macron pour « faire taire le journalisme d’investigation »,,,, notamment via la décision de Delphine Ernotte de centraliser en une seule main le feu vert aux documentaires de toutes les chaînes de France Télévisions, créant un seul décideur en matière de journalisme d'investigation et réduisant sa place alors qu'il représente jusqu'alors un des points forts du groupe.
Malgré des articles décrivant ce problème dans Le Monde, Libération ou Télérama, France Télévisions n'en dit pas un mot à l'antenne et se voit aussi accusée de conflits d'intérêts : Léa Salamé, qui travaille pour la chaîne mais aussi pour France Inter, ne pose aucune question sur le sujet à la présidente de France Télévisions, Delphine Ernotte quand elle la reçoit pour une interview. Sur CNews, Pascal Praud s'est de son côté emporté contre France Télévisions, accusée de boycotter Éric Zemmour, Léa Salamé déclarant publiquement peu après que les journalistes ont l'impression qu'on leur reproche « d'être des bobos bien pensants » parce qu'ils ne font pas la campagne d'Éric Zemmour. Ce dernier est invité le 9 décembre à une heure de grande écoute pour un débat de deux heures avec la conseillère municipale PS Samia Ghali le ministre de l'économie Bruno Le Maire. Mais durant l'émission, selon le magazine Télé 7 Jours, des téléspectateurs ont accusé Léa Salamé de ne « pas avoir fait preuve d'impartialité », au point de « rendre les discussions inaudibles ».Dès le lendemain la chaine diffuse sur Internet une analyse lapidaire de son journaliste Guillaume Daret dénigrant le candidat, jugé « incapable de fixer le coût de son programme ».
Dès janvier 2021, Le Monde révèle qu'une partie variable de la rémunération des rédacteurs en chef de France Télévision dépend de leurs efforts pour renforcer la couverture des sujets suivants : « Diversité, visibilité, Outre-mer, Europe », Marianne jugeant qu'une contrainte éditoriale pour mettre en avant l'européisme « pose problème » car prenant les devants d'un projet gouvernemental « qui consiste à pousser les Français à aimer l'Europe ». Peu après, la société des journalistes de France 2 a critiqué la nomination du journaliste Cyril Graziani, réputé proche d'Emmanuel Macron à la tête du service politique de France Télévisions, pouvant être perçu comme un parachutage mettant en doute l'indépendance du service public selon Le Figaro.
Le 22 janvier 2021, en pleine pandémie de maladie à coronavirus, le groupe France Télévisions annonce le lancement d'une chaîne de télévision, présentée comme temporaire et destinée à « soutenir la culture », alors que les salles de spectacles, de concert et de cinéma, tout comme les musées et autres lieux de culture, sont fermés jusqu'à nouvel ordre. Le projet, soutenu par la ministre de la Culture Roselyne Bachelot et par le Conseil supérieur de l'audiovisuel, est financé sur fonds propres par le groupe France Télévisions. À vocation éphémère, Culturebox est diffusée en mode hertzien numérique sur tout le territoire métropolitain (pas en outre-mer), mais également sur le satellite, le câble, la télévision IP ainsi que sur la plateforme numérique france.tv. La chaîne est lancée le 1er février 2021 à 20 h 35. Elle récupère le canal no 19 en métropole, laissé vacant par l'arrêt de France Ô à la fin de l'été 2020. Alors que l'arrêt de la diffusion est acté à fin avril 2021, le ministère de la Culture annonce dans un communiqué le prolongement de la chaîne sur le canal no 14 en soirée à partir de 20 h 10. Culturebox devient ainsi une chaîne à mi-temps avec France 4 à partir du 3 mai 2021. Ce prolongement est censé être effectif jusqu'à l'arrêt de France 4,, prévu en août 2021. À la suite de l'annonce du maintien de France 4 par le président de la République Emmanuel Macron en mai 2021, une décision du 28 juillet 2021 acte l'arrêt de Culturebox en tant que chaîne de télévision à compter du 20 août 2021. Cependant, à la suite de la réorganisation de la ligne éditoriale de France 4, la marque culturelle de France Télévisions continue à diffuser ses programmes en soirée sur la chaîne récemment sauvée de la fermeture,.
En mai 2024, l'Institut Thomas More rend un rapport accusant l'audiovisuel public dont France Télévisions de "manquer de pluralisme et d'impartialité" et de surreprésenter les " opinions rangés à gauche". Selon le résultat de l’étude, sur 50 % des intervenants invités sur France 2, France 5 et franceinfo TV 25 % sont supposées classables à « gauche », 21 % dans la « majorité » présidentielle et 4 % sont supposés avoir une sensibilité politique de « droite ». Sur la totalité du quatrième trimestre 2023, le rapport montre que la droite radicale est systématiquement sous-représentée par rapport à son point électoral, que ce soit sur France 3 (–50 %), France 5 (–42 %), France Info TV (–33,5 %) et France 2 (–21 %),.
En juin 2024, cinq journalistes de France TV sont « mis en retrait » pour avoir signé une tribune contre l’extrême droite. La direction leur a rappelé que « cet appel au vote s’avère incompatible avec le traitement de la campagne électorale sur l’ensemble des supports de France Télévisions ».
En juillet 2025, Delphine Ernotte enclenche la renégociation d'un grand accord social, douze ans après le précédent.

## Identité graphique

### Habillage et logos

#### Ère du premier logo (1992-2002)
Le 7 septembre 1992, Antenne 2 et FR3 changent de nom en France 2 et France 3 et sont désormais regroupées au sein d'une nouvelle entité dénommée France Télévision (sans « s »). Pour souligner la complémentarité des deux chaînes, l'agence Gédéon créé des logos proches : le chiffre « 2 » rouge et le « 3 » bleu, avec le mot « France » inscrit dans le chiffre. Le logo commun rassemble les deux chiffres, encadrant verticalement le nom du groupe.
La loi du 1er août 2000 crée la holding France Télévisions (avec un « s » cette fois) rassemblant les chaînes France 2, France 3 et La Cinquième. Il faut donc changer le logo du groupe et une solution provisoire est trouvée : les logos des trois chaînes sont alignés au-dessus du nom du groupe.

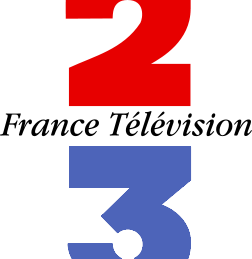
Première version du premier logo de France Télévision (du 7 septembre 1992 au 31 juillet 2000).

#### Ère du deuxième logo (2002-2018)
En 2001, France Télévisions lance un appel d'offres pour un nouvel habillage. Ce dernier doit pouvoir évoluer et le nom du groupe doit apparaître en entier, ne pouvant être réduit à un sigle comme les autres groupes audiovisuels mondiaux tels que la BBC ou CNN, car « FTV » est déjà utilisé par Fashion TV. L'agence Gédéon remporte l'appel d'offres en créant un logo unicolore consistant en quatre écrans en mouvement surplombant le nom du groupe. Les graphistes se sont inspirés du logo de la BBC, en faisant pivoter les trois carrés noirs du groupe britannique. Les chaînes adoptent des nouveaux logos : un trapèze de couleur (rouge pour France 2, bleu pour France 3 et vert pour France 5 rappelant les couleurs RVB des écrans) avec le chiffre en blanc positionné à l'intérieur le long du côté droit. France Télévisions est désormais stylisé « francetélévisions », sans majuscules. Le groupe adopte également une nouvelle police d'écriture : elle abandonne le Franklin Gothic pour une version spéciale de l'Heldustry dans différentes graisses, où les accents des caractères accentués se retrouvent collés aux lettres. Ce nouvel habillage, d'un coût de 2,29 millions d'euros, est dévoilé le 7 janvier 2002.
Le 7 avril 2008, France Télévisions adopte une nouvelle identité graphique, avec de nouveaux logos de chaînes avec un effet de relief. Le logo du groupe arbore désormais cinq écrans symétriques de cinq couleurs différentes représentant ses cinq chaînes : rouge pour France 2, bleu pour France 3, violet pour France 4, vert pour France 5 et orange pour France Ô.
Le 5 septembre 2011, les chaînes de France Télévisions changent d'habillage. Avec l'arrivée du réseau Outre-mer 1re, le logo du groupe doit évoluer mais la direction ne veut pas rajouter un sixième écran jaune. France Télévisions adopte alors un logo provisoire affichant les six logos des six chaînes au-dessus du nom du groupe.
En octobre 2012, France Télévisions change de logo en enlevant ceux de ses chaînes et en ne gardant que son nom, tout attaché et écrit en deux graisses différentes pour différencier les mots « France » et « télévisions ».

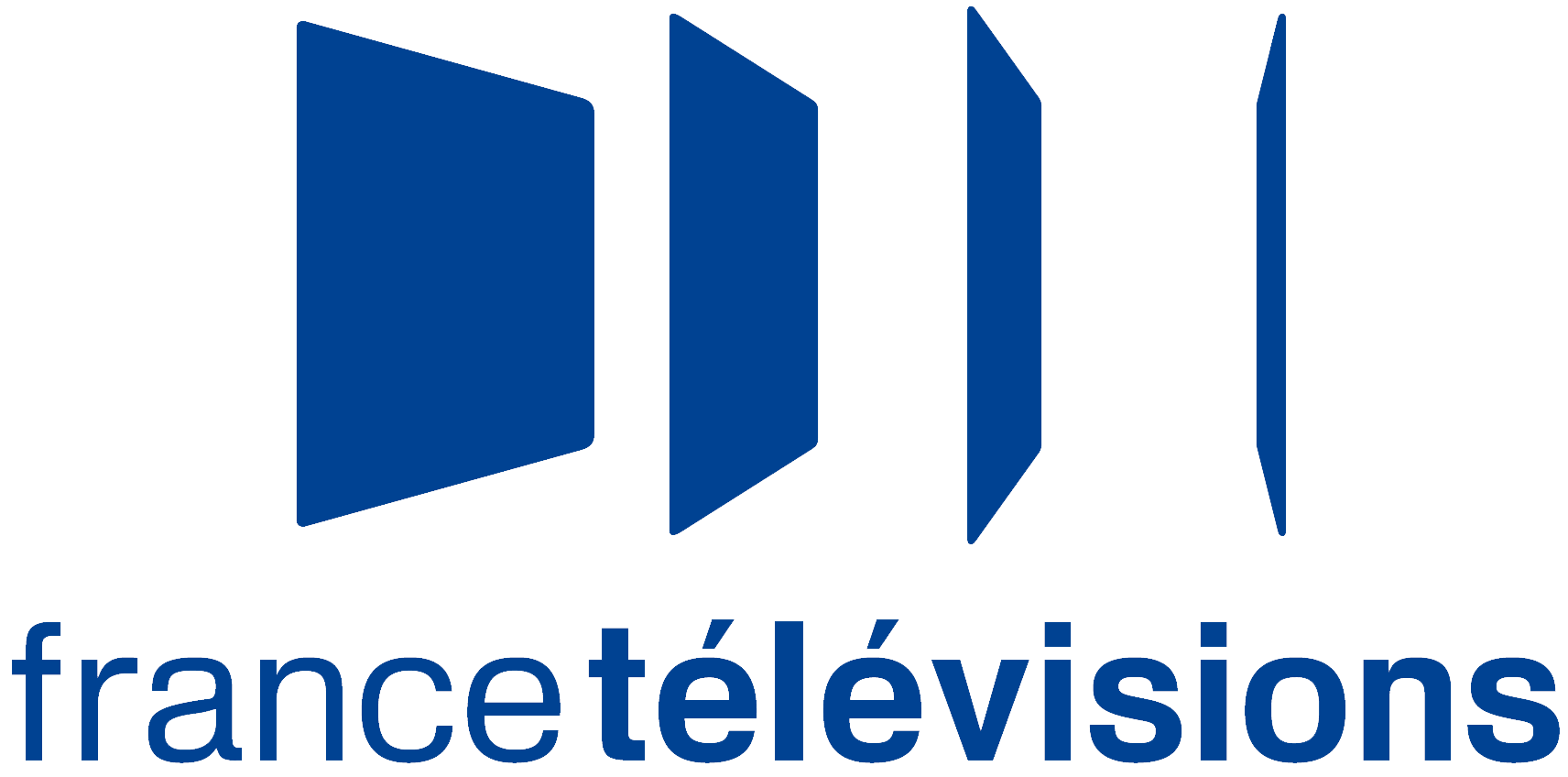
Première version du deuxième logo de France Télévisions (du 7 janvier 2002 au 6 avril 2008).
Deuxième version du deuxième logo de France Télévisions (du 7 avril 2008 au 4 septembre 2011).
Troisième version du deuxième logo de France Télévisions (du 5 septembre 2011 au 26 octobre 2012).
Quatrième version du deuxième logo de France Télévisions (du 27 octobre 2012 au 28 janvier 2018).

#### Ère du troisième logo (2018-)
Le 29 janvier 2018, France Télévisions renouvelle l'identité visuelle de toutes les entités du groupe. Ces habillages sont réalisés par les agences Movement et Joosnabhan pour un coût de 1,4 million d'euros.
Depuis le 29 mars 2022, une nouvelle version du logo fait son apparition : le •tv adopte dès lors, les couleurs des différentes chaînes du groupe. Cette version du logo est utilisée par la plateforme en ligne du groupe, le site de France Télévisions et dans l'habillage à l'antenne.

Logo du groupe sur le site web[166].
Troisième logo du groupe France Télévisions.
Logo utilisé par la plateforme france.tv depuis le 29 mars 2022 et sur les antennes du groupe depuis le 6 juin 2025.

### Slogans
- 7 septembre 1992 - mai 2001 : « Ça fait du bien quand ça s'allume », « Aucune hésitation, c'est France Télévision »
- Mai 2001 - septembre 2005 : « Donnons de l'imagination à nos images »
- Septembre 2005 - août 2008 : « Vous avez tous les choix »
- Août 2008 - septembre 2011 : « Le choix de la différence »
- Septembre 2011 - septembre 2012 : « Créer pour partager »
- Septembre 2012 - 2018 : « Bien différents, bien ensemble »
- 2018 - juin 2022 : « Plus rien ne se fera sans vous »
- Depuis le 8 juin 2022 : « Notre point commun »

## Organisation

### Direction

#### Présidents-directeurs généraux
Du 10 août 1989 au 7 septembre 1992, les deux chaînes publiques, Antenne 2 et FR3, sont dirigés par un président commun nommé par le Conseil supérieur de l'audiovisuel (CSA) pour un mandat de trois ans. Du 7 septembre 1992 au 22 août 2000, la holding France Télévision est dirigée par un président, également nommé par le CSA pour une durée de trois ans.
Depuis le 22 août 2000, France Télévisions est dirigée par un président-directeur général (PDG) nommé par le CSA pour un mandat de cinq ans. Entre la loi du 5 mars 2009 et celle du 15 novembre 2013, le PDG est nommé par l'exécutif, plus précisément par le président de la République, après avis conforme du CSA, de la commission des Affaires culturelles et de l'Éducation de l'Assemblée nationale et de la commission de la Culture, de l'Éducation et de la Communication du Sénat.
Présidents communs à Antenne 2 et FR3
- Philippe Guilhaume : 10 août 1989 - 19 décembre 1990[14]
- Hervé Bourges : 19 décembre 1990 - 7 septembre 1992[10]

Présidents de France Télévisions
- Hervé Bourges : 7 septembre 1992 - 20 décembre 1993
- Jean-Pierre Elkabbach : 20 décembre 1993 - 2 juin 1996[167]
- Xavier Gouyou-Beauchamps : 2 juin 1996 - 28 mai 1999[21]
- Marc Tessier : 28 mai 1999 - 22 août 2000[32]

Présidents-directeurs généraux de France Télévisions
- Marc Tessier : 22 août 2000 - 22 août 2005[35]
- Patrick de Carolis : 22 août 2005 - 23 août 2010[48]
- Rémy Pflimlin : 23 août 2010 - 22 août 2015[75]
- Delphine Ernotte : depuis le 22 août 2015[91]

#### Comité exécutif
Le comité exécutif de France Télévisions est composé au 1er juillet 2019 de 15 membres :

#### Conseil d'administration
Le conseil d'administration de France Télévisions est composé, outre son président, de 14 membres dont le mandat est de cinq ans : deux parlementaires désignés par le Parlement, cinq représentants de l'État, cinq personnalités indépendantes nommées par l'Autorité de régulation de la communication audiovisuelle et numérique et deux représentants du personnel.
Le président du conseil d'administration est le président-directeur général de France Télévisions, il est nommé par l'Autorité de régulation de la communication audiovisuelle et numérique.

#### Comité d'éthique
En application de la loi du 14 novembre 2016 et de son décret d’application du 21 mars 2017, un comité d'éthique est créé visant à renforcer la liberté, l’indépendance et le pluralisme des médias. […]. Ce comité est composé de cinq personnalités indépendantes nommées pour trois ans et dont le mandat est renouvelable.

### Capital
France Télévisions est détenue à 100 % par l'État français via l'agence des participations de l'État (APE).
Le capital social est fixé à la somme de 347 540 000 euros et divisé en 17 377 000 actions dont la valeur nominale est de 20 euros chacune.

### Statut et missions
France Télévisions est une société nationale de programme dont les missions sont définies par l'article 44 de la loi no 86-1067 du 30 septembre 1986 relative à la liberté de communication, modifiée par la loi no 2013-1028 du 15 novembre 2013 relative à l'indépendance de l'audiovisuel public. Elles sont également explicitées dans le cahier des charges de la société, fixé par le décret no 2009-1263 du 19 octobre 2009 portant approbation des statuts de la société nationale de programme France Télévisions. De plus, les orientations stratégiques du groupe font l'objet d'un Contrat d'Objectifs et de Moyens (COM) passé entre France Télévisions et son actionnaire, l’État, tous les cinq ans[source insuffisante].

« France Télévisions est chargée de concevoir et programmer des émissions de télévision à caractère national, régional et local ainsi que des émissions de radio ultramarines. Elle édite et diffuse également plusieurs services de communication audiovisuelle, y compris des services de médias audiovisuels à la demande, répondant aux missions de service public définies par la loi et dans son cahier des charges.
Elle tient compte du développement des technologies numériques pour assurer l'accès de tous les publics à ses programmes.
France Télévisions reflète dans sa programmation la diversité de la société française et veille à engager une action adaptée pour améliorer la présence de cette diversité dans les programmes.
Lorsqu'ils diffusent des journaux télévisés, les services de la société France Télévisions bénéficient d'une liberté éditoriale indépendante de la tutelle. »

— Extrait de l'article 44 de la loi no 86-1067 du 30 septembre 1986 relative à la liberté de communication.

### Données financières
|                              | 2000    | 2001    | 2002    | 2003    | 2004    | 2005    | 2006    | 2007    | 2008    | 2009    |
| Chiffre d'affaires           | 2 102,3 | 2 179,9 | 2 282,1 | 2 372,0 | 2 667,4 | 2 727,0 | 2 853,0 | 2 927,7 | 2 750,3 | 3 034,2 |
| dont redevance audiovisuelle | 1 259,8 | 1 431,8 | 1 470,5 | 1 499,5 | 1 632,7 | 1 796,8 | 1 834,3 | 1 879,5 | 1 945,3 | 2 412,4 |
| Résultat net                 | 38,5    | 36,1    | 53,2    | 14,2    | 25,4    | 23,9    | 13,0    | 22,2    | - 78,4  | 19,7    |
| Capacité d'autofinancement   | 370,4   | 74,1    | 106,0   | 117,0   | 136,3   | 146,8   | 141,8   | 82,6    | - 11,6  | 172,4   |

| 2010    | 2011,       | 2012,       | 2013    | 2014    | 2015    | 2016    | 2017    | 2018        |
| ------- | ----------- | ----------- | ------- | ------- | ------- | ------- | ------- | ----------- |
| 3 140,0 | 3 107,7     | 3 186,1     | 3 032,6 | 3 018,1 | 3 020,9 | 3 054,2 | 3 107,2 | 3 084,2     |
| 2 472,7 | indéterminé | indéterminé | 2 253   | 2 382   | 2 481,4 | 2 371,1 | 2 383,7 | indéterminé |
| 12,8    | 5,9         | 2,0         | - 84,6  | - 38,4  | 0,2     | 2,4     | - 20    | -128        |
| 146,6   | indéterminé | indéterminé | 80,7    | 79,7    | 112,6   | 162,9   | 119,7   | 142,5       |

### Siège
Depuis 1998, le siège de France Télévisions se trouve au 7, esplanade Henri-de-France, dans le 15e arrondissement de Paris. Conçu par l'architecte Jean-Paul Viguier, le bâtiment de 100 000 m2, dont 56 000 m2 de bureaux et de studios, a été construit de 1995 à 1998. Sous le bâtiment, se trouve un parking de 900 places. En 2010, une extension est créée par le même architecte sur la parcelle juste au sud du bâtiment existant, le long du boulevard du Général-Martial-Valin.
Le siège abrite les chaînes France 2 (auparavant située au 22, avenue Montaigne dans le 8e arrondissement), France 3 (auparavant située au 28 cours Albert-Ier dans le 8e), France 4, France 5 (auparavant située au 10, rue Horace-Vernet à Issy-les-Moulineaux) et France Info. Le réseau Outre-mer La 1re se situe au 35-37, rue Danton à Malakoff. Plusieurs sociétés du groupe ont leur siège ailleurs à Paris et en Île-de-France.
Le siège de France Télévisions est constitué de 7 plateaux.
Les studios Le Franay à Saint-Cloud abandonnés en juin 2023 sont situés au 48, quai du Président-Carnot, 22, rue Marius-Franay, 48, avenue des Pâtures à Saint-Cloud dans les Hauts-de-Seine.
Les studios de la Filière Production sont situés au 14, rue des Cuirassiers à Lyon et au 24 Chemin de la Cépière à Toulouse.
Les studios de Vendargues sont situés au 1090, avenue des Bigos à Vendargues dans l'Hérault.
| Plateau                      | Surface | Émissions télévisées |
| ---------------------------- | ------- | --- |
| A (Studio Pierre-Sabbagh)    | 290 m2  | - Météo à la carte - les journaux de 13 heures et 20 heures de France 2 (à compter du 28 août 2023) |
| B (Studio Armand-Jammot)     | 280 m2  | - Télématin (jusqu’en 2018, depuis le 23 août 2021) - Questions directes - La Quotidienne |
| C (Studio Pierre-Desgraupes) | 560 m2  | - Union libre (de 1998 à 2002) - Téléthon - La Maison des Maternelles (depuis le 28 août 2023) - Le Mag de la Santé (à partir de septembre 2023) |
| D (Studio Jean-d'Arcy)       | 275 m2  | - éditions Nationales du 12/13 et du 19/20 - éditions Paris Ile-de-France du 12/13 et du 19/20 - Tout le Sport de France 3 - Avenue de l'Europe - Ouvrez le 1 - les journaux de 13 heures et 20 heures de France 2 (du 3 juillet 2023 au 27 août 2023) - Parigo |
| E (Studio Janine-Thiers)     | 300 m2  | - Stade 2 (2008-2017 et depuis le 1er septembre 2019) - Passage des arts (depuis janvier 2021) - Lumni - Pièces à conviction - Ce soir où jamais - Vélo Club (en 2020 et 2021) - Culturebox, l'émission (depuis septembre 2023)                                 |
| F                            | 178 m2  | - Émissions sportives - Météo de France 2 et France 3 - Point Route |
| Studio Batiment Valin        |         | - La Grande Librairie |
| Atrium Gilles-Jacquier       | 250 m2  | - France Info |

| Plateau   | Surface | Émissions télévisées                                                                                                   |
| --------- | ------- | --- |
| Plateau A | 500 m2  | - Vous avez la parole (depuis septembre 2019) - C politique (depuis septembre 2020)                                    |
| Plateau B | 500 m2  | - Des chiffres et des lettres - Personne n'y avait pensé - Motus - Téléthon 2018 - Médias, le mag - Toute une histoire |

| Plateau | Surface | Émissions télévisées |
| ------- | ------- | -------------------- |
|         | 298 m2  | - C'est pas sorcier  |

| Plateau | Surface | Émissions télévisées |
| ------- | ------- | -------------------- |
|         | 450 m2  |                      |

| Plateau   | Surface  | Émissions télévisées |
| --------- | -------- | -------------------- |
| Plateau A | 1 100 m2 | - Un si grand soleil |
| Plateau B | 1 100 m2 | - Un si grand soleil |
| Plateau C | 1 133 m2 |                      |
| Plateau D | 600 m2   |                      |

Façade du siège de France Télévisions donnant sur l'esplanade Henri-de-France.
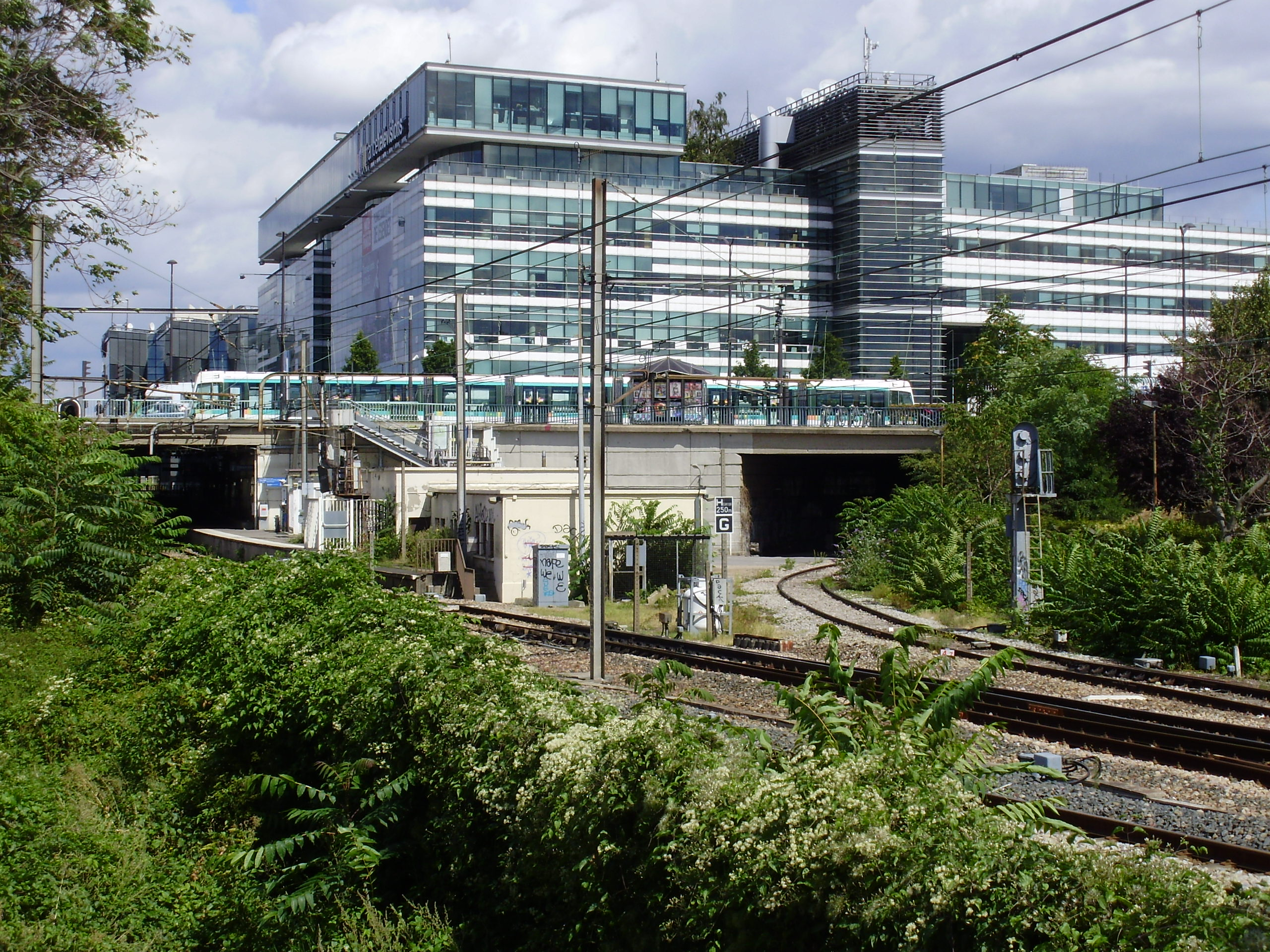
Siège de France Télévisions depuis la Petite Ceinture du 15e.

### Effectifs
Fin 2014, selon le rapport financier de France Télévisions, le groupe emploie 10 673 employés (équivalent temps plein), dont 9 069 permanents et 1 604 non permanents. Parmi les permanents, il y a 5 034 cadres (55,5 %), 2 633 journalistes (29,0 %), 1 320 techniciens et agents de maîtrise (14,6 %) et 82 employés et ouvriers (0,9 %).
| Année | Total  | Permanents     | Permanents     | Permanents     | Non permanents | Non permanents | Non permanents |
| Année | Total  | Total          | PTA            | journalistes   | Total          | PTA            | journalistes   |
| ----- | ------ | -------------- | -------------- | -------------- | -------------- | -------------- | -------------- |
| 2002  | 6 727  | Non communiqué | Non communiqué | Non communiqué | Non communiqué | Non communiqué | Non communiqué |
| 2003  | 6 897  | Non communiqué | Non communiqué | Non communiqué | Non communiqué | Non communiqué | Non communiqué |
| 2004  | 11 258 | Non communiqué | Non communiqué | Non communiqué | Non communiqué | Non communiqué | Non communiqué |
| 2005  | 11 400 | Non communiqué | Non communiqué | Non communiqué | Non communiqué | Non communiqué | Non communiqué |
| 2006  | 10 997 | Non communiqué | Non communiqué | Non communiqué | Non communiqué | Non communiqué | Non communiqué |
| 2007  | 10 580 | Non communiqué | Non communiqué | Non communiqué | Non communiqué | Non communiqué | Non communiqué |
| 2008  | 10 900 | Non communiqué | Non communiqué | Non communiqué | Non communiqué | Non communiqué | Non communiqué |
| 2009  | 10 211 | 8 555          | 6 003          | 2 552          | 1 656          | 1 285          | 371            |
| 2010  | 10 207 | 8 445          | 5 910          | 2 535          | 1 762          | 1 380          | 382            |
| 2011  | 10 397 | 8 406          | 5 859          | 2 548          | 1 991          | 1 540          | 451            |
| 2012  | 10 491 | 8 581          | 5 965          | 2 615          | 1 911          | 1 493          | 417            |
| 2013  | 10 120 | 8 562          | 5 934          | 2 629          | 1 558          | 1 232          | 326            |
| 2014  | 10 131 | 8 654          | 6 014          | 2 641          | 1 477          | 1 144          | 332            |
| 2015  | 9 932  | 8 531          | 5 930          | 2 600          | 1 401          | 1 087          | 314            |
| 2016  | 9 840  | s.o.           | s.o.           | s.o.           | s.o.           | s.o.           | s.o.           |
| 2017  | 9 842  | s.o.           | s.o.           | s.o.           | s.o.           | s.o.           | s.o.           |
| 2018  | 9 618  | s.o.           | s.o.           | s.o.           | s.o.           | s.o.           | s.o.           |
| 2019  | 9 456  | s.o.           | s.o.           | s.o.           | s.o.           | s.o.           | s.o.           |
| 2020  | 9 021  | s.o.           | s.o.           | s.o.           | s.o.           | s.o.           | s.o.           |

## Activités

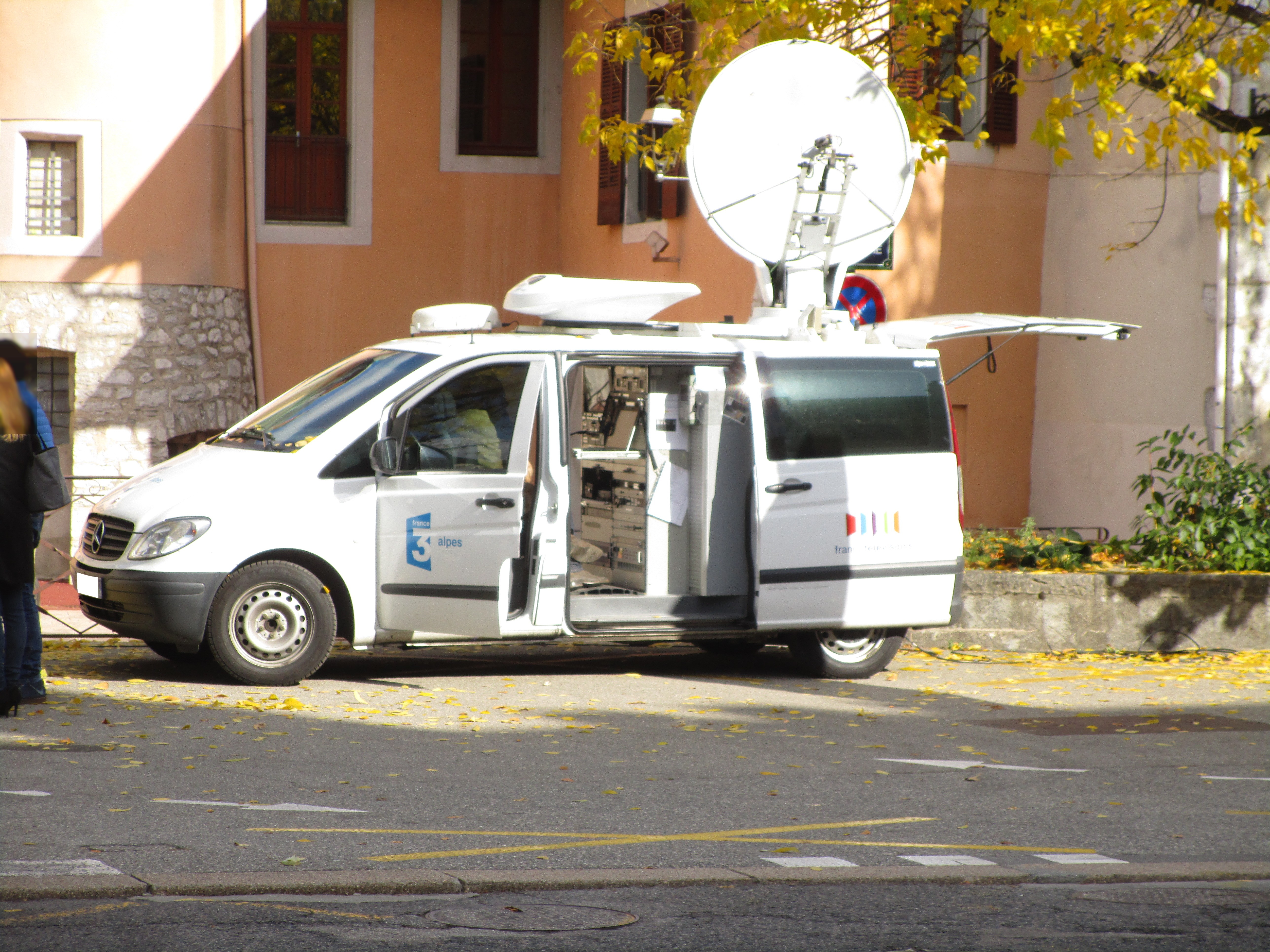
Un véhicule satellite (VS) de France Télévision à Chambéry en octobre 2016.

La holding France Télévision a été créée le 7 septembre 1992 puis est devenue une entreprise commune, société nationale de programme, le 4 janvier 2010.
Le groupe France Télévision détient des chaînes de télévision généralistes, thématiques et locales ainsi que des stations de radio. Elle possède de nombreux sites web sur l'information, l'éducation, la jeunesse et propose des plateformes de création audiovisuelle et des services associés à ses chaînes. Elle compte plusieurs filiales comme des sociétés de production audiovisuelle ou des régies publicitaires.
La société est membre de l'Union européenne de radio-télévision (UER) depuis sa création.

### Télévision

#### Chaînes de télévision
| Logo | Chaîne | Date de création   | Actionnaires                                                                |
| ---- | --- | ------------------ | --------------------------------------------------------------------------- |
|      | France 2 Chaîne généraliste nationale, succédant à Antenne 2 (1975-1992)                                                                                        | 7 septembre 1992   | 100 % France Télévisions                                                    |
|      | France 3 Chaîne généraliste nationale à vocation régionale et locale, succédant à France Régions 3 (1975-1992)                                                  | 7 septembre 1992   | 100 % France Télévisions                                                    |
|      | France 4 Chaîne généraliste nationale consacrée à la jeunesse, la famille et à la culture, succédant à Festival (1996-2005)                                     | 31 mars 2005       | 100 % France Télévisions                                                    |
|      | France 5 Chaîne généraliste nationale consacrée au décryptage, partage des savoirs et à la transmission des connaissances, succédant à La Cinquième (1994-2002) | 7 janvier 2002     | 100 % France Télévisions                                                    |
|      | France Info Chaîne d'information en continu en collaboration avec divers acteurs du service public                                                              | 1er septembre 2016 | France Télévisions, Radio France                                            |
|      | TV5 Monde Chaîne généraliste francophone internationale | 2 janvier 1984     | 49 % France Télévisions 12,64 % France Médias Monde + 6 autres actionnaires |
|      | Arte Chaîne franco-allemande culturelle à vocation européenne (via Arte France)                                                                                 | 30 mai 1992        | 45 % France Télévisions 25 % État français 15 % Radio France, 15 % INA      |
|      | France TV Sport 4K UHD Chaîne événementielle disponible sur la plateforme France.tv Sport consacrée aux événements sportifs.                                    | 27 mai 2018,       | 100 % France Télévisions                                                    |

#### Réseaux de chaînes de télévision de proximité
| Logo                           | Réseau                                | Chaînes | Date de création  | Actionnaires             |
| ------------------------------ | ------------------------------------- | --- | ----------------- | ------------------------ |
|                                | Outre-mer La Première (9 chaînes)     | - Guadeloupe La Première - Guyane La Première - Martinique La Première - Mayotte La Première - Nouvelle-Calédonie La Première - Polynésie La Première - Réunion La Première - Saint-Pierre-et-Miquelon La Première - Wallis-et-Futuna La Première | 14 septembre 1954 | 100 % France Télévisions |
|                                | Réseau régional France 3 (24 chaînes) | - Alpes - Alsace - Aquitaine - Auvergne - Basse-Normandie - Bourgogne - Bretagne - Centre-Val de Loire - Champagne-Ardenne - Corse - Côte d'Azur - Franche-Comté - Haute-Normandie - Languedoc-Roussillon - Limousin - Lorraine - Midi-Pyrénées - Nord-Pas-de-Calais - Paris Île-de-France - Pays de la Loire - Picardie - Poitou-Charentes - Provence-Alpes - Rhône-Alpes | 10 avril 1950     | 100 % France Télévisions |
| Chaînes régionales (2 chaînes) | France 3 Via Stella                   | 30 octobre 2007 |                   | 100 % France Télévisions |
| Chaînes régionales (2 chaînes) | France 3 NoA                          | 11 septembre 2018 |                   | 100 % France Télévisions |

#### Chaînes cédées
| Logo | Chaîne         | Date de création | vendue à / au                                            | Date de cession  |
| ---- | -------------- | ---------------- | -------------------------------------------------------- | ---------------- |
|      | Africanews     | 4 janvier 2016   | Alpac Capital (97,6 %) ADMIC, SNRT, PBS (2,4 %)          | juillet 2022     |
|      | Euronews       | 1er janvier 1993 | Alpac Capital (97,6 %) ADMIC, SNRT, PBS (2,4 %)          | juillet 2022     |
|      | France 24      | 30 novembre 2005 | France Médias Monde                                      | 2009             |
|      | Gulli          | 18 novembre 2005 | Lagardère Active                                         | 29 octobre 2014  |
|      | Histoire TV    | 14 juillet 1997  | Groupe TF1                                               | 1er juillet 2004 |
|      | Mezzo          | 21 mars 1998     | Groupe Les Échos-Le Parisien (50 %) Groupe Canal+ (50 %) | 17 juillet 2019  |
|      | Mezzo Live HD  | 7 avril 2010     | Groupe Les Échos-Le Parisien (50 %) Groupe Canal+ (50 %) | 17 juillet 2019  |
|      | Planète+ Crime | 27 octobre 2007  | Groupe Canal+                                            | 2024             |

#### Chaînes disparues
| Logo | Chaîne                           | Date de création  | remplacée par   | Depuis le        |
| ---- | -------------------------------- | ----------------- | --------------- | ---------------- |
|      | Télé Emploi                      | 28 mars 1994      |                 | 17 avril 1994    |
|      | France Supervision               | 7 septembre 1992  | Mezzo           | 21 mars 1998     |
|      | La Cinquième                     | 13 décembre 1994  | France 5        | 7 janvier 2002   |
|      | Chaîne Régions                   | 11 mai 1998       |                 | 2 février 2003   |
|      | RFO Sat                          | 25 mars 1998      | France Ô        | 25 février 2005  |
|      | Festival                         | 24 juin 1996      | France 4        | 31 mars 2005     |
|      | Gourmet TV                       | 20 mars 2002      |                 | 1er avril 2005   |
|      | Ma Planète                       | 5 novembre 2003   | Planète Juniors | 4 septembre 2007 |
|      | Planète Juniors                  | 4 septembre 2007  |                 | 22 mars 2009     |
|      | Tempo                            | 1983              |                 | 30 novembre 2010 |
|      | Planète+ Thalassa                | 1er novembre 2002 |                 | 31 décembre 2015 |
|      | France Ô                         | 25 février 2005   |                 | 24 août 2020     |
|      | Culturebox                       | 1er février 2021  |                 | 6 juin 2025      |
|      | France TV Sport Beijing 2022 H24 | 2 février 2022    |                 | 20 février 2022  |
|      | France TV Paris 2024             | 8 mai 2024,       |                 | 8 septembre 2024 |

### Radio

#### Stations de radio
| Logo | Radio | Date de création | Actionnaires             |
| ---- | --- | ---------------- | ------------------------ |
|      | Outre-mer La Première Webradio nationale consacrée à la musique et à l'information des outre-mer succédant à Radio Ô (2008-2013) et Outre-mer Première (2013-2018) | 21 juin 2008     | 100 % France Télévisions |

#### Réseaux de radios de proximité
| Logo | Réseau                           | Radios | Date de création  | Actionnaires             |
| ---- | -------------------------------- | --- | ----------------- | ------------------------ |
|      | Outre-mer La Première (9 radios) | - Guadeloupe La Première - Guyane La Première - Martinique La Première - Mayotte La Première - Nouvelle-Calédonie La Première - Polynésie La Première - Réunion La Première - Saint-Pierre-et-Miquelon La Première - Wallis-et-Futuna La Première | 14 septembre 1954 | 100 % France Télévisions |

### Internet

#### Services Internet actuels
| Logo | Nom du service             | Description                                                                                 | Note |
| ---- | -------------------------- | ------------------------------------------------------------------------------------------- | --- |
|      | France.tv                  | Service de télévision de rattrapage et de vidéo à la demande                                | Lancé depuis le 5 juillet 2010 sous le nom de francetv-pluzz                                                                 |
|      | France Info                | Portail d'information                                                                       | Lancé en novembre 2011 sous le nom de francetv-info devenu France Info le 24 août 2016                                       |
|      | France.tv Sport            | Portail sportif                                                                             | Lancé en juin 2010 existant en infrastructure de l'offre globale de France Info mais indépendamment du portail (depuis 2017) |
|      | Lumni                      | Plateforme éducative de vidéos à la demande pour les parents, les élèves et les enseignants | Lancée en novembre 2019 |
|      | France.tv Slash            | Offre pour les jeunes adultes                                                               | Disponible sur les réseaux sociaux et le site de france.tv (lancée début 2018)                                               |
|      | Okoo                       | Plateforme de vidéo à la demande pour la jeunesse                                           | Regroupe site internet, application, habillage d'antenne (France 3, France 4, France 5 et La 1re) lancée en décembre 2019    |
|      | Studio par France.tv slash | Plateforme de web-séries                                                                    | Lancée en octobre 2012 et fusionnée dans la nouvelle web TV francetv-slash en avril 2019                                     |

#### Services Internet disparus
| Logo | Nom du service             | Description | Note |
| ---- | -------------------------- | --- | --- |
|      | Sites internet des chaînes | Sites internet des chaînes du groupe (France 2, France 3, France 4, France 5, France Ô, Outre-mer 1re) | Intégrés à la plateforme France.tv en 2017 et à France Info pour le réseau Outre-mer 1re |
|      | France.tv éducation        | Plateforme éducative de vidéos à la demande pour les parents, les élèves et les enseignants | Lancés en 2015 et fusionnés dans Lumni en novembre 2019 |
|      | Le Site.tv                 | Site internet de vidéos à la demande réservés aux enseignants | Lancés en 2015 et fusionnés dans Lumni en novembre 2019 |
|      | Ludo                       | Marque jeunesse regroupant site internet, application, web TV, habillage d'antenne (France 3 et France 4) et produits dérivés | Remplacées par Okoo en décembre 2019 |
|      | Zouzous                    | Marque jeunesse (des 3 à 6 ans) regroupant site internet, application, web TV, habillage d'antenne (France 4 et France 5) et produits dérivés                                                                                    | Remplacées par Okoo en décembre 2019 |
|      | Géopolis                   | Portail d'information géopolitique | Intégré en 2017 dans l'offre globale (site, application, podcasts) de France Info |
|      | Salto                      | Plateforme de vidéo à la demande avec abonnement | Lancée le 20 octobre 2020 par le Groupe M6, France Télévisions et le Groupe TF1 |
|      | NOWU                       | Média numérique à destination des jeunes sur l’environnement (enjeux liés au changement climatique et à la perte de la biodiversité), et conçu par France Télévisions afin de respecter des principes de « sobriété numérique », | Lancé en septembre 2020 par France Télévisions et la Westdeutscher Rundfunk et disponible sur France Info à partir de septembre 2022, le site prend fin en décembre 2023                                              |
|      | Culturebox                 | Portail culturel | Lancé en juin 2013 et intégré en 2017 dans l'offre globale (site, application et podcasts) de France Info et dans la rubrique culture de france.tv. Fusionné du côté de France Info en 2019 et dans France 4 en 2025. |

### Production audiovisuelle
- France 2 Cinéma : production cinématographique
- France 3 Cinéma : production cinématographique
- France-TV Studio (FTS) : production télévisuelle et sous-titrage, doublage et audiodescription des chaînes du groupe

### Publicité
- France-TV Publicité (FTP) : régie publicitaire du groupe

### Édition et distribution
- France-TV Distribution (FTD) : édition et distribution des programmes et de produits dérivés

### Twitch
Depuis le 22 janvier 2021, France Télévisions a lancé son portail sur la plate-forme Twitch.

## Vérification des faits dans l'information
La rubrique de vérification des faits de France Télévisions, commune avec France Info, via une plateforme de vérification des faits de l'ensemble de l'audiovisuel public, qui a pour ambition, par son rythme quotidien, "de coller de près à l’actualité", afin "de démêler le vrai du faux dans l’actualité" et dans "les déclarations percutantes des femmes et des hommes politiques". Mise à contribution pour démentir ou relativiser les infox de la réforme des retraites 2023, elle fait partie des six rubriques de vérification des faits en France qui ont reçu une certification.

## Diffusion des chaînes télévisées
Selon l'article 34-2 de la loi no 86-1067 du 30 septembre 1986 relative à la liberté de communication, en France métropolitaine et en outre-mer, tout distributeur de services doit mettre gratuitement à disposition de ses abonnés les chaînes nationales de service public.
Les chaînes télévisées nationales du service public sont donc diffusées en numérique :
- sur la TNT en métropole, depuis le 31 mars 2005 pour France 2, France 3, France 4 et France 5 et depuis le 1er septembre 2016 pour France Info ;
- sur la TNT en outre-mer, depuis le 30 novembre 2010 pour France 2, France 3, France 4 et France 5 et depuis le 8 avril 2019 pour France Info ;
- dans les offres de télévision par satellite ;
- dans les offres de télévision par câble ;
- dans les bouquets de télévision IP ;
- directement en streaming sur les sites web du groupe ;
- en télévision de rattrapage ou en vidéo à la demande sur France·tv.

Les 24 antennes de proximité de France 3 sont diffusées dans toutes les régions de France métropolitaine et les 9 chaînes de proximité du réseau La 1re sont diffusées en outre-mer.
Jusqu'au 30 novembre 2011 date d'extinction de l'analogique en France France 2, France 3 et France 5 (en canal partagé avec Arte) est diffusé en analogique SECAM IIIB. En outre-mer, les chaînes du réseau Outre-mer 1re ont cessé d'émettre en analogique à la même date tandis que Tempo a coupé son signal le 30 novembre 2010 (date de la disparition de la chaîne).
Le 22 novembre 2016, France Télévisions cesse la diffusion en clair des chaînes France 2, France 3, France 4, France 5 et France Ô sur le satellite Eutelsat 5 West A.

## Audiences du groupe

### Télévision
En 2021, la part d'audience moyenne des chaînes de France Télévisions est de 28,9 %, permettant au groupe public d'être le premier de France, devant le groupe TF1 à 27,2 % et le groupe M6 à 14,5 %.
La part d'audience moyenne des chaînes de France Télévisions a baissé de plus de 11 points entre 2000 et 2018. Dans le détail, sur cette même période, France 2 a perdu 8,6 points, France 3 a perdu 7,4 points tandis que France 5 a gagné 1,7 points. De plus, France 4 a gagné 1,2 points entre 2007 et 2018. Cette baisse générale peut s'expliquer par l'arrivée de nouvelles chaînes avec la TNT lancée en 2005.
| Année | France 2 | France 3 | France 4   | La 5e / France 5 | France Ô   | France Info   | Total groupe |
| ----- | -------- | -------- | ---------- | ---------------- | ---------- | ------------- | ------------ |
| 2000  | 22,1     | 16,8     | Non mesuré | 1,8              | Non mesuré | Non existante | 40,7         |
| 2001  | 21,1     | 17,1     | Non mesuré | 1,9              | Non mesuré | Non existante | 40,1         |
| 2002  | 20,8     | 16,4     | Non mesuré | 2,4              | Non mesuré | Non existante | 39,6         |
| 2003  | 20,5     | 16,1     | Non mesuré | 2,9              | Non mesuré | Non existante | 39,5         |
| 2004  | 20,5     | 15,2     | Non mesuré | 3,0              | Non mesuré | Non existante | 38,7         |
| 2005  | 19,8     | 14,7     | Non mesuré | 3,1              | Non mesuré | Non existante | 37,6         |
| 2006  | 19,2     | 14,7     | Non mesuré | 3,1              | Non mesuré | Non existante | 37,0         |
| 2007  | 18,1     | 14,1     | 0,4        | 3,3              | Non mesuré | Non existante | 35,9         |
| 2008  | 17,5     | 13,3     | 0,9        | 3,0              | Non mesuré | Non existante | 34,7         |
| 2009  | 16,7     | 11,8     | 1,1        | 3,1              | Non mesuré | Non existante | 32,7         |
| 2010  | 16,1     | 10,7     | 1,6        | 3,2              | Non mesuré | Non existante | 31,6         |
| 2011  | 14,9     | 9,7      | 2,0        | 3,3              | Non mesuré | Non existante | 29,9         |
| 2012  | 14,9     | 9,7      | 2,1        | 3,5              | Non mesuré | Non existante | 30,2         |
| 2013  | 14,0     | 9,5      | 1,8        | 3,3              | Non mesuré | Non existante | 28,6         |
| 2014  | 14,1     | 9,4      | 1,6        | 3,2              | 0,5        | Non existante | 28,8         |
| 2015  | 14,3     | 9,2      | 1,7        | 3,4              | 0,6        | Non existante | 29,2         |
| 2016  | 13,4     | 9,1      | 1,9        | 3,4              | 0,8        | Non existante | 28,6         |
| 2017  | 13,0     | 9,1      | 1,8        | 3,6              | 0,6        | 0,3           | 28,4         |
| 2018  | 13,5     | 9,4      | 1,6        | 3,5              | Non mesuré | 0,4           | 28,4         |
| 2019  | 13,9     | 9,3      | 1,6        | 3,6              | Non mesuré | 0,5           | 28,9         |
| 2020  | 14,1     | 9,4      | 1,2        | 3,5              | Non mesuré | 0,7           | 28,9         |
| 2021  | 14,7     | 9,4      | 0,8        | 3,3              | Non mesuré | 0,7           | 28,9         |
| 2022  | 14,8     | 9,4      | Non mesuré | 3,6              | Non mesuré | 0,9           | 28,7         |
| 2023  | 15,3     | 9,0      | Non mesuré | 3,5              | Non mesuré | 0,8           | 28,6         |

### Sites web
En avril 2015, le site internet de France Télévisions a été victime d'une importante fuite de données, orchestrée par des pirates informatiques se faisant appeler "Linker Squad", concernant plus de 100 000 de ses contacts, annonce mercredi 15 avril 2015 le groupe audiovisuel public.
Le groupe se classe 2e sur les téléphones mobiles avec 4,838 millions de visiteurs uniques, derrière Le Figaro (5,147 millions) et 3e sur les tablettes avec 2,702 millions de visiteurs uniques, derrière Le Figaro (2,908 millions) et 20 minutes (2,814 millions).
En 2016, la société de journalistes de France.tv info estime à 33,8 millions le nombre de visites par mois pour le site web d'information de France Télévisions.

### Conflits d'intérêts
Dans les années 1980, Catherine Nay poursuit sa carrière de commentatrice politique malgré sa liaison avec le ministre de la justice Albin Chalandon.
Les médias évoquent souvent la « jurisprudence Anne Sinclair » de 1997,, journaliste politique ayant accepté, pour faire taire les critiques, de renoncer à son émission vedette 7 sur 7 lorsque son mari Dominique Strauss-Kahn occupe un poste de ministre en 1997. En avril 1992, le président François Mitterrand est ainsi interviewé à la télévision par Christine Ockrent et Anne Sinclair, toutes deux épouses de deux de ses ministres.
Dans les années 2000, sous Jacques Chirac, Béatrice Schönberg et Marie Drucker n'ont pas respecté la « jurisprudence Anne Sinclair » en demeurant présentatrices des grands journaux de France 2 et France 3, alors que Jean-Louis Borloo et François Baroin sont ministres, n'y renonçant qu'au lancement officiel de la campagne présidentielle deux mois avant le vote pour le retrouver juste après concernant Marie Drucker. Tenant compte des critiques, Béatrice Schönberg a cependant accepté de quitter définitivement le JT quand Jean-Louis Borloo redevint ministre. Marie Drucker, compagne de François Baroin, a elle aussi accepté un peu plus tard de quitter l'ensemble des plateaux de télé pour n'y revenir qu’à l'issue de sa relation avec le ministre de l’Outre-mer en 2008.
Dans la décennie suivante, le secteur privé montre à nouveau l'exemple: dès septembre 2011, en pleine primaire socialiste, Valérie Trierweiler, compagne de François Hollande, cesse définitivement d'animer sur Direct 8 l'émission «2012 : Portrait de campagne». Une semaine après, Audrey Pulvar est critiquée sur internet et twitter pour s'être affichée avec un autre candidat, Arnaud Montebourg, au QG de campagne, alors qu'elle participe au talkshow de Laurent Ruquier le samedi soir sur France 2, le CSA déclarant même que son temps de parole à l'antenne est décompté de celui Arnaud Montebourg. Elle proteste, assurant que son compagnon « n'aura un rôle majeur que pendant les quelques jours » mais est finalement contrainte de laisser définitivement sa place sur France Inter et France 2 dès qu'il est nommé ministre de l’Économie. Les médias révèlent alors qu'un autre futur ministre, Michel Sapin, va épouser Valérie de Senneville, journaliste du quotidien Les Echos.
Audrey Pulvar juge ensuite « injuste et injustifiée » la simple mise en retrait de Léa Salamé, fin mars 2019, des émissions qu’elle animait, pour la durée de la campagne électorale officielle de son époux Raphaël Glucksmann, tête de liste du Parti socialiste aux élections européennes de 2019. Cette décision est pourtant applaudie par Françoise Laborde, présidente d'honneur de l'association des femmes dans les médias. Son compagnon déclare dans la presse people qu'il culpabilise mais Léa Salamé reprend ensuite la présentation de son émission politique dès que son compagnon a été élu chef de file des députés socialistes à Bruxelles, même si un proche des époux a pourtant reconnu que la profession de journaliste « est tellement décriée qu'il faut savoir anticiper les ennuis et ne pas choquer le public » en cas de conflits d'intérêts. Peu avant, en septembre 2018, quand Roxana Maracineanu est nommée ministre des Sports, son mari Franck Ballanger, journaliste sportif à Radio France, accepte de suspendre ses missions pendant toute la durée du mandat de son épouse.
France Télévisions annonce une autre mise en retrait pour la durée de la campagne électorale, celle de Thomas Sotto, équipier de Léa Salamé, dans l'émission politique Élysée 2022, dont la presse a rapporté qu'il est depuis l'été 2021 en couple avec la responsable communication de Jean Castex. La décision est cette fois prise dès décembre 2021 et Léa Salamé réagit en affirmant être « sous pression ». Conscient de la polémique suscitée, le journaliste déclare publiquement que la décision est « assez injuste » et qu'il doit s'y plier « pour tenir compte de notre époque, devenue très violente et qui a tendance à tout hystériser » mais confirme qu'il continue à présenter Télématin ainsi que les éditions du JT de 20 heures le week-end, en joker de Laurent Delahousse.

## Polémiques et condamnations

### ÉmissionOn n'est pas couchéet Éric Zemmour
Le 1er mars 2011, Éric Zemmour est condamné par le tribunal correctionnel de Paris pour provocation à la discrimination raciale à la suite de ses propos sur « les Noirs et les Arabes » tenus dans des émissions de Canal+ et France Ô. Le président de SOS Racisme, Dominique Sopo, puis la CGT, écrivent une lettre ouverte au président de France Télévisions, Rémy Pflimlin, lui demandant des sanctions contre le journaliste, comme sa suspension de l'émission On n'est pas couché. Mais le PDG refuse de désavouer Éric Zemmour et répond que « le service public est attaché aux valeurs humanistes et républicaines, mais c'est aussi le lieu où s'exprime la diversité des opinions dans le cadre légal »,.

### Syndicat de la Magistrature (SM)
En 2013, à la suite de l'affaire du mur des cons, la direction de France Télévisions demande une mise à pied de Clément Weill-Raynal, le journaliste à l'origine des révélations, le Syndicat national des journalistes ayant estimé que « l'utilisation d’images volées dans un lieu privé, en l’occurrence les locaux du SM, est contraire à la déontologie professionnelle la plus élémentaire ».

### Discrimination antiblancs
En septembre 2015, la présidente de France Télévisions Delphine Ernotte déclare lors d'une interview sur Europe 1 qu'« on a une télévision d'hommes blancs de plus de 50 ans et ça, il va falloir que cela change ». Ces propos suscitent une controverse, Ernotte se retrouvant accusée de « racisme » notamment par l'ancien animateur de Nulle part ailleurs Philippe Gildas.

### Mises en garde de l'Arcom
Dans une décision publiée le 31 mars 2022, l'Arcom a mis en garde "fermement" les chaines France 2 et France 3 pour "non respect du principe d’équité des temps de parole et d’antenne dans le traitement de l’actualité consacrée à l’élection du président de la République, pour la période du 1er janvier au 7 mars". Il est reproché notamment à France 2, "la surexposition en temps de parole et d’antenne de Jean-Luc Mélenchon et Yannick Jadot" et à France 3, "la surexposition en temps de parole et d’antenne de Yannick Jadot et Fabien Roussel".
Le 9 mars 2023, l'Autorité de régulation de la communication audiovisuelle et numérique (Arcom) a rendu publiques plusieurs décisions concernant des dépassements du temps publicitaire autorisé. L'autorité a mis en garde les chaines de France Télévisions et notamment France 2 qui a cumulé "onze dépassements du temps maximal de publicité autorisé pour une heure d'horloge donnée." France 3 de son côté "compte quatre dépassements". Des manquements qui vont "à l'encontre du cahier des missions et des charges de France Télévisions", comme le rappelle le gendarme de l'audiovisuel,.
Le 21 décembre 2023, l'Autorité de régulation de la communication audiovisuelle et numérique a mis en garde cette fois ci France Télévisions après avoir "relevé trente-neuf dépassements du temps maximal de publicité autorisé pour une heure d’horloge donnée sur la chaîne France 2 et huit dépassements sur la chaîne France 3" dans le cadre de sa mission de vérifications annuelles du respect par les éditeurs de service de télévision des obligations en matière de volume publicitaire autorisé au titre de l’exercice 2022.
Le 14 février 2024, l'Arcom a rappelé à l'ordre la chaine France 5 après avoir a été saisie au sujet d’un éditorial intitulé "Crépol : la mécanique de la haine et du mensonge", tenu par Patrick Cohen dans l’émission C à Vous diffusée le 27 novembre  2023 sur France 5. Patrick Cohen est accusé de reprendre sans distance ni nuance la version des assaillants, alors que le récit de la soirée n’a pas encore été éclairci par les enquêteurs. L'Arcom a considéré que « certains propos, dénués de précautions oratoires et énoncés sur un mode déclaratif, ne satisfont pas aux exigences de mesure, de rigueur et d’honnêteté fixées au cahier des charges de la société France Télévisions, ».
Le 11 avril 2024, l'Arcom saisi par le syndicat CFE-CGC des médias, a adressé une lettre de mise en garde à France 5 pour une séquence de C à vous diffusée le 30 janvier avec Xavier Niel. l'Arcom a appelé France Télévisions à « faire preuve de vigilance quant au respect de la règlementation publicitaire et à veiller à ce que les émissions d’information et les programmes qui y concourent soient réalisés dans les conditions qui garantissent l’indépendance de l’information, notamment à l’égard des intérêts économiques des annonceurs ». l’Arcom a regretté que « seule la nouvelle offre Free ait été présentée au cours de cette séquence » et qu’elle ait « fait l’objet de la part de la présentatrice de propos laudatifs et marqués par une absence de critique ».

### Aide à la Fondation des Femmes
En 2016, deux syndicats de France Télévisions demandent des comptes à leur direction au sujet d'une aide de 7 000 euros accordée à la "Fondation des Femmes, dont la dirigeante, Anne-Cécile Mailfert, est également, selon Le Canard Enchaîné, la compagne d'un proche de Delphine Ernotte. Les syndicats s'interrogent aussi sur l'attribution de la réalisation de trois clips contre les clichés sexistes au réalisateur Maxime Ruszniewski, administrateur de cette fondation.

### Fichage de journalistes
En décembre 2018, France Télévisions est condamnée pour fichage illicite de cinq journalistes de la rédaction de France 3 Auvergne, ayant porté plainte pour des faits remontant à 2015.

### Manipulation et retouche des images
En septembre 2019, le CSA met en demeure France Télévisions pour une retouche d'image lors d'un reportage traitant d'une manifestation des Gilets jaunes diffusé au 19/20 du samedi 15 décembre 2018 sur France 3, estimant que « la modification d’un élément de la photographie d’origine lors de sa reproduction à l’antenne altérait sa signification dans un contexte particulièrement sensible ».

### Conflits d'intérêt et corruption
En janvier 2021, le journal Le Monde met en évidence l'incitation à la mise en avant de sujets européens en échange d'une part variable de la rémunération des rédacteurs en chef de France Télévisions.

### Cloisonnement du journalisme d'investigation
Un livre-enquête du journaliste d'investigation Jean-Baptiste Rivoire publié en janvier 2022, dénonce les pressions d'Emmanuel Macron pour « faire taire le journalisme d’investigation » à la télévision,,,. Delphine Ernotte est en particulier accusée d'avoir supprimé le 27 janvier 2021 l'émission Pièces à conviction, diffusée sur France 3 depuis le 26 octobre 2000 et d'avoir « créé un guichet unique » à toutes les chaines de France Télévision, qui réduit à un seul décideur les choix en matière de journalisme d'investigation et réduit sa place alors que cela représente jusqu'alors, un des points forts du groupe. Léa Salamé, qui travaille pour la chaîne mais aussi pour France Inter, a renoncé à poser la question à la présidente de France Télévisions lors de l'interview de sa patronne sur la radio.

### Condamnation pour licenciement abusif
En mars 2022, le conseil de prud'hommes a condamné la direction de France Télévisions à verser 45 000 euros d'indemnité et 100 000 euros de dommages-intérêts pour cause de licenciement « abusif » et « sans cause réelle ou sérieuse » du journaliste sportif Pierre-Etienne Léonard.

### Manque de pluralisme
En 2022, le collectif #PasAvecMaRedevance dénonce l'absence de pluralisme et le manque d'impartialité à destination d'un public jeune de la plateforme internet France.tv Slash,.

## Projet de privatisation et de fin de la redevance
Dès novembre 2021, le quotidien Le Monde observe que l'audiovisuel public est devenu « un enjeu démocratique au cœur de la présidentielle » et que sa privatisation est évoquée par les trois principaux rivaux d'Emmanuel Macron. Roselyne Bachelot, ministre de la culture, a en décembre 2021 écarté publiquement l'idée, avancée par trois des candidats à l'élection présidentielle,,, d'une privatisation de France Télévision. « Je suis évidemment vent debout contre la privatisation de l'audiovisuel public. Que ce soit Radio France ou France Télévisions, il s'agit d'un joyau », assure-t-elle, en rappelant que la redevance audiovisuelle n'est pas de 168 euros mais 138 euros. Éric Zemmour indique en octobre 2021 qu’il souhaite la supprimer. Lors de son premier discours de campagne à Poissy, reçu par le Maire de la ville Karl Olive le 7 mars 2022, sous forme de questions/réponses retransmis en direct par toutes les chaînes d’informations en continu, le candidat/président Emmanuel Macron annonce lui aussi la suppression totale de la redevance télévisuelle dans son programme pour l’élection présidentielle 2022, avec pour explication de « redonner du pouvoir d’achat aux Français ». Sur le même sujet, Éric Zemmour poursuit de son côté, quelques mois auparavant : vouloir en plus privatiser « en particulier France Inter et France Télévisions », en fustigeant un « machine de propagande inouïe, au service d’une idéologie qui déteste la France ». L'ex-président de la République François Hollande réagit en déclarant dans la presse que l'industriel Vincent Bolloré, déjà propriétaire de deux chaînes de télévisions, a « choisi Zemmour comme porte-parole de ses intérêts » tandis qu'une enquête révèle qu'Éric Zemmour a été favorisé par des milliardaires des médias actifs lors des trois présidentielles précédentes. Conseiller d'Éric Zemmour, le trentenaire Jonathan Nadler, banquier d’affaires chez JP Morgan, est chargé du projet, qui consiste à transférer aux conseils régionaux, sur le modèle espagnol, France 3 et France Bleu, pour ne privatiser que France 2, France Info TV, France Inter, le Mouv et FIP. Valérie Pécresse déclare le 23 septembre, que la privatisation n'est pas un « tabou » pour elle. Marine Le Pen est la première, dès le 8 septembre, à proposer les mêmes réformes dans un entretien au Figaro. En 2015, une proposition de loi rédigé par le député LR Patrick Balkany, visant à privatiser l'audiovisuel public est écarté par l'Assemblée nationale.
En janvier 2022, alors que le Sénat auditionne de puissants industriels des médias comme Vincent Bolloré et Bernard Arnault sur la concentration des médias en France, le journaliste Jean-Baptiste Rivoire, en présentant son livre-enquête sur le sujet à l'Agence France-Presse,, a proposé que « l'Etat libére une partie de la taxe redevance audiovisuelle pour permettre aux citoyens qui le souhaitent d'en affecter 10% au média indépendant de leur choix ».
Lors des élections législatives de 2024, le président de Rassemblement National Jordan Bardella, rappelle que son parti "mettrait à exécution" la privatisation d'une partie de l'audiovisuel public s’il remporte les élections législatives. Dans le prolongement de ces annonces, le vice-président de la commission des affaires culturelles et de l'éducation de l'Assemblée Nationale Philippe Ballard, a déposé une proposition de loi destinée à lever les obstacles majeurs à l’achat de ces nouvelles chaînes par les acteurs du secteur. Il détaille dans un rapport publié en octobre 2024 dans le cadre du projet de loi de finances pour 2025 ce processus de facilitation de concentration des médias. Selon le rapporteur, « un tel projet permettrait de structurer durablement le paysage audiovisuel français, pouvant permettre par la suite la privatisation du service public audiovisuel.»,